# Зайнал Абидин Борхан
Зайна́л Абиди́н Борха́н (малайск.  Zainal Abidin Borhan; род. 13 декабря 1953, Малакка) — малайзийский учёный, Первый председатель Национальной федерации союзов писателей Малайзии.

## Краткая биография
Окончил английскую среднюю школу в Малакке и малайский колледж в Куала-Кангсаре. Выпускник кафедры малайских исследований гуманитарного факультета Университета Малайя (бакалавриат и магистратура). С 1977 по 2011 работал в Университете Малайя: от преподавателя до профессора и директора Академии малайских исследований (2006—2011).
Круг интересов: малайская культура и цивилизация, обычное малайское право, малайская космология, малайская научная мысль и политика, религия и верования малайцев, национальная культурная политика, культура аборигенов и морских даяков.
Участвовал в семинарах и конференциях Министерства культуры и туризма, Министерства информации, Государственного архива, Совета по языку и литературе, Фонда наследия Джохора, Исламской корпорации Малакки, Исследовательского института истории и патриотизма, Малайзийского института искусства Малакки, Музея штата Паханг, Малайзийского института интеграции, Северного университета Малайзии, Педагогического университета султана Идриса, а также в Индонезии, Шри-Ланке, Таиланде, Мадагаскаре, Китае, на Филиппинах.

## Общественная деятельность
- Член жюри конкурса на лучший роман по истории Джохора
- Консультант учебной программы Академии брунейских исследований Университета Бруней Даруссалам (2010—2012)
- Исполнительный директор фонда «Карьяван», который издаёт серию книг «Шедевры малайской литературы» (2011)
- Первый председатель Национальной федерации союзов писателей Малайзии (2016—2018)[2]
- Член комитета по присуждению литературной премии «Мастра» (2017)

## Награды
- Награда «За безупречную службу» Университета Малайя (1993, 1996, 1998, 2000, 2002, 2006)
- Орден «Bintang Kelakuan Terpuji» (BKT) (1996)
- Орден «Darjah Seri Melaka» (DSM) (2003)
- Орден «Darjah Mulia Seri Melaka» (DMSM) и звание «Датук» (2005)
- Anugerah Sagang газеты «Riau Pos» (провинция Риау, Индонезия)
- Anugerah Tokoh Mahrajan Persuratan dan Kesenian Islam Serantau (2017)

## Публикации
- Ideologi dan Kebudayaan Kebangsaan (Национальная идеология и культура) (1986)
- Johor Dahulu dan Sekarang (Джохор раньше и теперь) (1994)
- Adat Istiadat Melayu Melaka (Традиции малайцев Малакки) (1996)
- Warisan Persuratan Johor (Литературное наследие Джохора) (1997)
- Pengajian Sastera dan Sosio-Budaya Melayu, Memasuki Alaf Baru (Литературные и социо-культурные исследования малайцев накануне нового тысячелетия) (1998)
- Warisan Persuratan Johor, Perundangan dan Ketatanegaraan (Литературное наследие Джохора, законодательство и государственное устройство) (1999)
- Kerana Mu Malaysia: Kemerdekaan, Pembinaan Bangsa dan Cabaran Abad ke 21 (Для тебя Малайзия: независимость, национальное строительство и вызовы 21 века) (2001)
- Memartabatkan Persuratan Melayu (Повышать престиж малайской словесности) (2005) (совместно с Бахаруддином Зайналом и Мохамадом Салихом Рахамадом)
- Sebahtera 2 (2007)
- Pantun Warisan Rakyat (Пантун — народное наследие) (2008)
- Abdul Ghani Othman: Pembangunan Holistik; Dimensi Kebudayaan (Аблул Гани Осман: холистическое развитие; аспекты культуры) (2008)
- Adat istiadat Melayu tradisi (Малайские традиции) (2013)
- Kami Bantah DLP(2015) (Мы протестуем против Программы двуязычия) (совместно с Абдуллахом Хассаном)

## Семья
- Отец Borhan Mohd Yaman (1919—2013) — политик и писатель Малакки[3]
- Мать Maimunah Md Shah (1933—2003).
- Жена Siti Hanifah Madarsa